# Jerónimo Antonio Gil

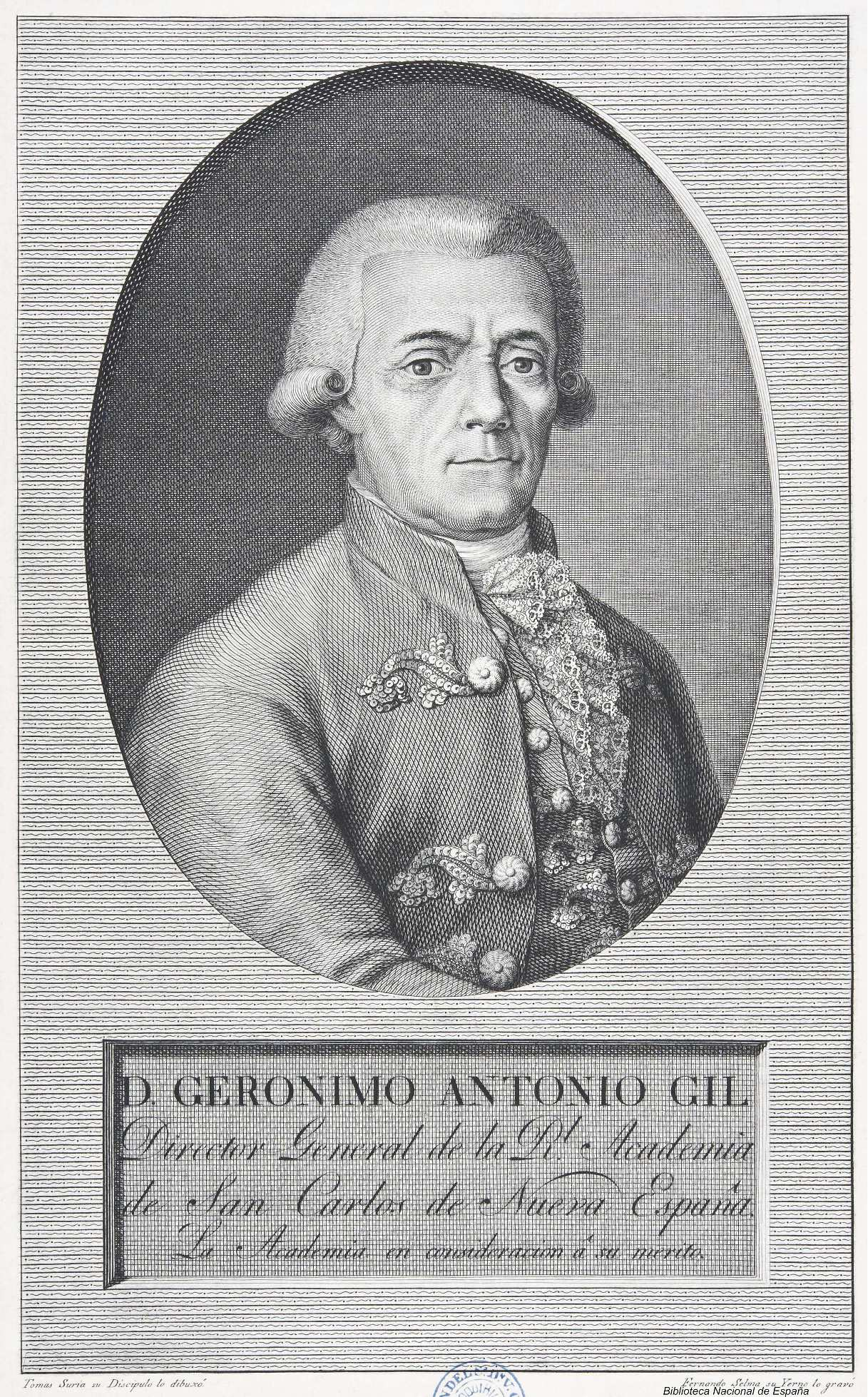
Retrato de Jerónimo Antonio Gil, firmado «Tomás Suria su Discipulo lo dibuxó / Fernando Selma su Yerno lo gravó». Inscripción: «d. gerónimo antonio gil/ Director General de la R.l Academia de San Carlos de Nueva España. / La Academia en consideración â su mérito». Biblioteca Nacional de España.

Jerónimo Antonio Gil (Zamora, España, 2 de noviembre de 1731 - Ciudad de México, 18 de abril de 1798, escrito en su tiempo con la grafía Gerónimo Antonio Gil) fue un grabador español de estilo académico y neoclásico, tallador mayor y fiel administrador de la Real Casa de Moneda de México, fundador de una escuela de grabado en la misma institución y posteriormente fundador y director hasta su fallecimiento de la Real Academia de Bellas Artes de San Carlos.

## Biografía y obra
Jerónimo Antonio Gil fue alumno distinguido del prestigioso Tomás Francisco Prieto, tallador de la Casa de Moneda de Madrid y posteriormente  director de estudios de grabado en hueco de la Real Academia de Bellas Artes de San Fernando; del escultor del rey, Felipe de Castro y de Luis González Velázquez, entre otros. Obtuvo un primer premio de pintura, recibió un apoyo o pensión de la Real Academia de Bellas Artes de San Fernando e ingresó en esta institución como académico de mérito, en 1760. Se especializó en grabado de medallas y monedas. Realizó los punzones y matrices para los tipos de la Biblioteca Real de Madrid, para lo cual diseñó y grabó una nueva familia tipográfica, seleccionada para el renombrado Quijote de Joaquín Ibarra de 1780. Para ello colaboró con el calígrafo Francisco Javier de Santiago Palomares. Esta colección de letras formó posteriormente la base del taller de fundición de la Imprenta Real de Madrid junto con otro juego completo de Bodoni. Grabó varios sellos, hizo las láminas para varias obras impresas, numerosas medallas y un retrato del rey Carlos III.
En 1778 Gil fue nombrado tallador mayor (encargado de preparar los cuños necesarios para la impresión de la moneda) de la Real Casa de Moneda de México, por lo que hubo de abandonar su colaboración con la Biblioteca Real y a parte de su familia en Madrid. En 1789 fue nombrado fiel administrador, con lo cual además de la talla tuvo bajo su dirección la fundición, afinación de metales y acuñación de la moneda. Se ocupó de estas funciones hasta su fallecimiento.
En su estancia en la Nueva España, Gil realizó varias medallas: la de la proclamación de Carlos III (1778), nacimiento del príncipe Fernando (1784), muerte de Carlos III, proclama de Carlos IV y su obra cumbre en la que se reproduce la estatua ecuestre de Carlos IV creada por Manuel Tolsá, conocida como “El Caballito”.
Gil tuvo asimismo la misión de crear una escuela de dibujo y grabado en esa misma institución, con el fin de mejorar la calidad del diseño de las monedas. El éxito obtenido llevó a Gil a establecer en 4 de noviembre de 1781 una academia en el mismo edificio de la ceca, llamada Real Academia de las Tres Nobles Artes de San Carlos (posteriormente Academia de San Carlos, a semejanza de la madrileña, lo cual fue aprobado por el rey en diciembre de 1783). Las clases fueron impartidas por Gil y otros artistas radicados en Nueva España, como el ingeniero militar Miguel Constanzó, José de Alcíbar, Santiago Sandoval y Juan Sáenz, que enseñaron arquitectura, grabado, pintura y escultura. En 1787 llegaron desde España los directores de las tres nobles artes designados por la Academia de San Fernando: Ginés Andrés de Aguirre y Cosme de Acuña por la pintura, José Arias por la escultura y José Antonio González Velázquez por la arquitectura, que inmediatamente chocaron con Gil, que retenía el cargo de director general, a quien acusaban de dirigir despóticamente la institución. Firme defensor del modelo de enseñanza académico en tanto escuela pública frente al tradicional sistema de aprendizaje en el taller del maestro, Gil reclamaba la asistencia de los profesores a las clases de la academia también en horario diurno y no solo en el acostumbrado nocturno, como pretendían los profesores llegados de la península, para disponer así de tiempo para sus actividades particulares y completar sus salarios, ayudados por los alumnos de la academia. Solo un año después Arias había perdido la razón y los tres restantes dirigieron duros memoriales contra Gil a Antonio Ponz, secretario de la Academia de San Fernando. Pero Gil contó en todo momento con el respaldo de la Junta superior de gobierno de la academia, el virrey conde de Revillagigedo, el presidente de la Real Academia de San Fernando y, finalmente, tras largo cruce de memoriales y descargos, el secretario del Despacho de Gracia y Justicia, Antonio Porlier, que facultó a Gil para suspender de empleo a los profesores que no acudiesen a sus obligaciones, y José Arias y Cosme de Acuña, que acusaba a Gil de haber sido causante de la enfermedad del primero y que, según Fernando Magnino, presidente de la academia mexicana, había llegado a las manos con Gil «con publicidad y escándalo de los Discípulos y concuerrentes», fueron sustituidos como directores de escultura y pintura por Manuel Tolsá y Rafael Ximeno y Planes. 
En 1791 la Academia obtuvo un local propio, en lo que había sido el hospital del Amor de Dios. La colección particular de Gil pasó a la institución y dio origen a su Galería de Pintura y Escultura. La Academia fue de gran relevancia en la formación técnica de artistas y la introducción del estilo neoclásico. En este periodo, Gil realizó el retrato del conde de Gálvez y de su hijo, y el de José de Gálvez, marqués de Sonora, que aparecen en la Recopilación sumaria de todos los autos acordados de la Real Audiencia y Sala del Crimen de esta Nueva España del jurista Eusebio Ventura Beleña (1787). Tradujo asimismo al español la obra Les proportions du Corps Humain, mesurées selon l´esthétique classique, de Gérard Audran (1780)
Gil falleció en la Ciudad de México el 18 de abril de 1798.